# Rock and Roll Hall of Fame

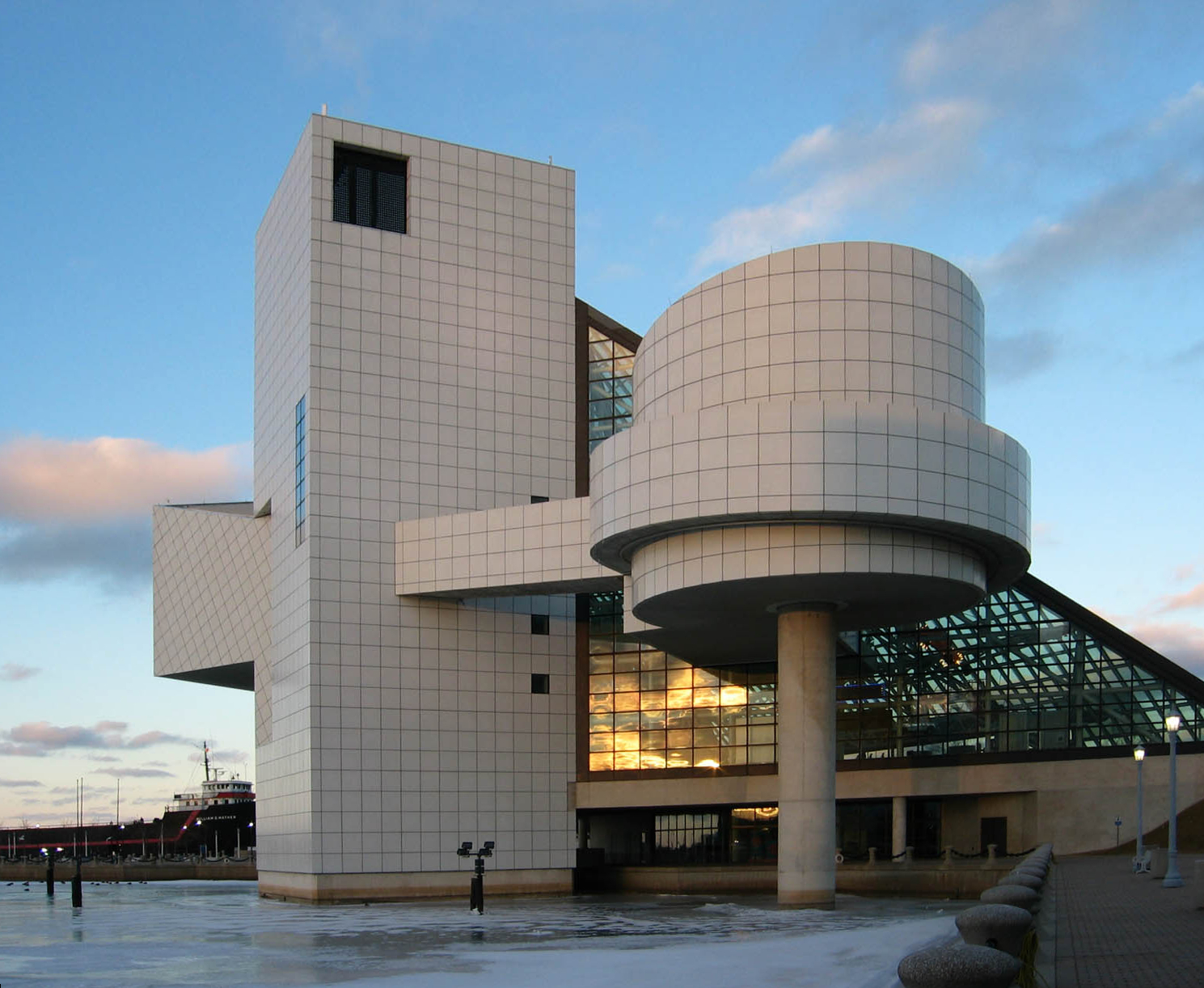
El Saló de la Fama del Rock

El Saló de la Fama del Rock és un museu situat a Cleveland, Ohio, Estats Units dedicat al record i memòria dels artistes més famosos i influents implicats en la indústria de la música, amb especial focus en el rock and roll. Els primers a ser inclosos van ser Chuck Berry, James Brown, Ray Charles, Sam Cooke, Fats Domino, The Everly Brothers, Buddy Holly, Jerry Lee Lewis, Little Richard i Elvis Presley.

## Representació
Una vegada admès en el Saló de la fama, es fa una representació en cera de l'artista juntament amb el seu primer disc.

## Condicions d'inclusió
Han de passar 25 anys després d'haver llançat el seu primer àlbum perquè una banda o músic pugui entrar al saló de la fama. El jurat el formen acadèmics, productors i periodistes que voten a músics que consideren que han tingut influència demostrable en la història de la música rock.

## Artistes inclosos

### 1986
- Chuck Berry (1926 - 2017)
- James Brown (1933 - 2006)
- Ray Charles (1930 - 2004)
- Sam Cooke (1931 - 1964)
- Fats Domino (1928 - 2017)
- The Everly Brothers (1956-1983)
- Buddy Holly (1936 - 1959)
- Jerry Lee Lewis (1935 - 2017)
- Little Richard (1932 -)
- Elvis Presley (1935 - 1977)

### 1987
- The Coasters (1955)
- Eddie Cochran (1938 - 1960)
- Bo Diddley (1928 -)
- Aretha Franklin (1942 -)
- Marvin Gaye (1939 - 1984)
- Bill Haley (1925 - 1981)
- B. B. King (1925 -)
- Clyde McPhatter (1932 - 1972)
- Ricky Nelson (1940 - 1985)
- Roy Orbison (1936 - 1988)
- Carl Perkins (1932 - 1998)
- Smokey Robinson (1940 -)
- Big Joe Turner (1911 - 1985)
- Muddy Waters (1915 - 1983)
- Jackie Wilson (1934 - 1984)

### 1988
- The Beach Boys (1961)
- The Beatles (1960-1970)
- The Drifters (1953)
- Bob Dylan (1941 -)
- The Supremes (1959-1977)

### 1989
- Dion DiMucci (1939 -)
- Otis Redding (1941 - 1967)
- The Rolling Stones (1962)
- The Temptations (1960)
- Stevie Wonder (1950 -)

### 1990
- Hank Ballard (1927 - 2003)
- Bobby Darin (1936 - 1973)
- The Four Seasons (1961)
- The Four Tops (1954)
- The Kinks (1961- 1996)
- The Platters (1953)
- Simon & Garfunkel (1964-1970)
- The Who (1964)

### 1991
- LaVern Baker (1929 - 1997)
- The Byrds (1964-1973)
- John Lee Hooker (1917 - 2001)
- The Impressions (1958-1983)
- Wilson Pickett (1941 - 2006)
- Jimmy Reed (1925 - 1976)
- Ike Turner i Tina Turner (1958-1976)

### 1992
- Bobby Bland (1930 -)
- Booker T. & The M.G.'s (1962-1971)
- Johnny Cash (1932 - 2003)
- The Isley Brothers (1954)
- The Jimi Hendrix Experience (1966-1969)
- Sam & Dave (1961-1988)
- The Yardbirds (1962-1968)

### 1993
- Ruth Brown (1928 - 2006)
- Cream (1966-1968)
- Creedence Clearwater Revival (1967-1972)
- The Doors (1965-1973)
- Frankie Lymon & The Teenagers (1955)
- Etta James (1938 - 2012)
- Van Morrison (1945 -)
- Sly & The Family Stone (1967-1975)

### 1994
- The Animals (1962-1969)
- The Band (1967-1976, 1983-1999)
- Duane Eddy (1938 -)
- Grateful Dead (1965-1995)
- Elton John (1947 -)
- John Lennon (1940 - 1980)
- Bob Marley (1945 - 1981)
- Rod Stewart (1945 -)

### 1995
- The Allman Brothers Band (1969-1976; 1978-1982; 1989
- Al Green (1946 -)
- Janis Joplin (1943 - 1970)
- Led Zeppelin (1968-1980)
- Martha & The Vandellas (1960-1972)
- Neil Young (1945 -)
- Frank Zappa (1940 - 1993)

### 1996
- David Bowie (1947 - 2016)
- Gladys Knight & The Pips (1953-1989)
- Jefferson Airplane (1964-1990)
- Little Willie John (1937 - 1968)
- Pink Floyd (1965)
- The Shirelles (1958-1982)
- The Velvet Underground (1965-1973)

### 1997
- The Bee Gees
- Buffalo Springfield (1966-1968)
- Crosby, Stills & Nash
- The Jackson Five (1962-1990)
- Joni Mitchell (1943 -)
- Parliament/Funkadelic (1956)
- The Rascals (1964-1974)

### 1998
- Eagles (1971-1982; 1993-)
- Fleetwood Mac (1967)
- The Mamas & The Papas
- Lloyd Price (1933 -)
- Santana (1966)
- Gene Vincent (1935 - 1971)

### 1999
- Billy Joel (1949 -)
- Curtis Mayfield (1942 - 1999)
- Paul McCartney (1942 -)
- Del Shannon (1934 - 1990)
- Dusty Springfield (1939 - 1999)
- Bruce Springsteen (1949 -)
- The Staple Singers (1948)

### 2000
- Eric Clapton (1945 -)
- Earth, Wind & Fire (1969)
- The Lovin' Spoonful (19651968)
- The Moonglows (1952)
- Bonnie Raitt (1949 -)
- James Taylor (1948 -)

### 2001
- Aerosmith (1970)
- Solomon Burke (1940 -)
- The Flamingos (1952)
- Michael Jackson (1958 - 2009)
- Queen (1970)
- Paul Simon (1941 -)
- Steely Dan (1971- 1981; 1993)
- Ritchie Valens (1941 - 1959)

### 2002
- Isaac Hayes (1942 -)
- Brenda Lee (1944 -)
- Tom Petty & The Heartbreakers (1972)
- Gene Pitney (1940 - 2006)
- Ramones (1974- 1996)
- Talking Heads (1974- 1991)

### 2003
- AC/DC (1973)
- The Clash (1976- 1986)
- Elvis Costello & the Attractions (1977- 1996)
- The Police (1977- 1985; 2007)
- The Righteous Brothers (1953- 2003)

### 2004
- Jackson Browne (1948 -)
- The Dells (1952)
- George Harrison (1943 - 2001)
- Prince (1958 -)
- Bob Seger (1945 -)
- Traffic (1967- 1975)
- ZZ Top (1970)

### 2005
- Buddy Guy (1936 -)
- The O'Jays (1958)
- The Pretenders (1978)
- Percy Sledge (1940 - 2015)
- U2 (1976)

### 2006
- Black Sabbath (1969)
- Blondie (1974- 1982; 1999)
- Miles Davis (1926 - 1991)
- Lynyrd Skynyrd (1970- 1977; 1987)
- Sex Pistols (1975- 1978)

### 2007
- Grandmaster Flash & The Furious Five (1978- 1984)
- R.E.M. (1980)
- The Ronettes (1959- 1966)
- Patti Smith (1946 -)
- Van Halen (1976)

## Early Influences
Aquesta categoria inclou artistes d'èpoques anteriors, bàsicament de country, folk, jazz i blues, la música dels quals va inspirar i influir els artistes del rock and roll. Altres artistes notables que han entrat com a Early Influences són Bill Kenny & The Ink Spots, els músics de country Jimmie Rodgers i Hank Williams, els de blues Howlin' Wolf i Muddy Waters, i els de jazz Jelly Roll Morton i Louis Armstrong. Després que Nat King Cole i Billie Holiday ho féssin l'any 2000, ningú no va entrar en aquesta categoria fins al 2009, quan la cantant de rockabilly Wanda Jackson va ser seleccionada. A diferència d'altres artistes admesos en aquesta categoria, la carrera de Jackson va tenir lloc en la seva pràctica totalitat després de l'inici tradicional de l'"era del rock" el 1955.